# Petrovo, Bosnia și Herțegovina
Petrovo este un municipiu din Republika Srpska, Bosnia și Herțegovina.